# Orval Tessier
Pour les articles homonymes, voir Tessier.
Orval Tessier (né le 30 juin 1933 à Cornwall en Ontario au Canada — mort le 25 août 2022 à Cornwall) est un entraîneur et joueur professionnel canadien de hockey sur glace qui évoluait au poste de centre.

## Biographie
Orval Tessier passe l'essentiel de sa carrière dans les ligues mineures d'Amérique du Nord, ne jouant que 61 matchs dans la Ligue nationale de hockey. En 1955, il fait partie de la première équipe d'étoiles de la Ligue de hockey du Québec (LHQ) ; deux ans plus tard, il est à nouveau sélectionné dans cette équipe et termine meilleur buteur de la compétition. En 1959, il fait partie de la deuxième équipe d'étoiles de la LHQ. En 1962, il remporte les titres de meilleur joueur de la saison et du joueur au meilleur esprit sportif de l'Eastern Professional Hockey League ; enfin, pour sa dernière saison en 1965, de la deuxième équipe de la division nord de l'Eastern Hockey League.
Il débute ensuite une carrière d'entraîneur où il connaît rapidement le succès. Il mène tout d'abord les Royals de Cornwall à la victoire dans la Ligue de hockey junior majeur du Québec (LHJMQ) lors de la saison 1972 puis ils remportent la Coupe Memorial qui rassemble alors les vainqueurs de la LHJMQ, de la Ligue de hockey de l'Ouest et de la Ligue de hockey de l'Ontario (LHO). La saison suivante, c'est avec les Remparts de Québec qu'il remporte la LHJMQ mais ceux-ci perdent en défaite de la Coupe Memorial contre les Marlboros de Toronto. Huit ans plus tard, en 1983, il dirige les Rangers de Kitchener qui remportent la LHO puis la Coupe Memorial. Il est nommé la saison suivante entraîneur-chef des Hawks du Nouveau-Brunswick dans la Ligue américaine de hockey ; cette saison est un nouveau succès pour Tessier qui mène son équipe à la conquête de la Coupe Calder. L'équipe des Hawks est alors affiliée aux Blackhawks de Chicago et le directeur général de Chicago, Bob Pulford, qui est aussi entraîneur de l'équipe pour la fin de saison, le nomme entraîneur des Blackhawks pour la saison 1982-1983. Sous sa direction, les Blackhawks remportent la Division Norris et accèdent à la finale d'association de la Coupe Stanley mais perdent 4-0 contre les Oilers d'Edmonton. À titre individuel, Tessier est récompensé par le trophée Jack-Adams du meilleur entraîneur de la saison. Les deux saisons suivantes sont moins bonnes et il est remercié par Pulford qui le remplace à la tête de l'équipe. Il termine sa carrière d'entraîneur avec les Royals de Cornwall de 1986 à 1989.
Il meurt le 25 août 2022 à Cornwall.

## Statistiques

### Joueur
| Saison     | Équipe                                    | Ligue          |    | Saison régulière | Saison régulière | Saison régulière | Saison régulière | Saison régulière |    | Séries éliminatoires | Séries éliminatoires | Séries éliminatoires | Séries éliminatoires | Séries éliminatoires |
| Saison     | Équipe                                    | Ligue          | PJ | B                | A                | Pts              | Pun              | PJ               | B  | A                    | Pts                  | Pun                  |                      |                      |
| 1951-1952  | Greenshirts de Kitchener                  | OHA-Jr.        | 52 | 62               | 25               | 87               | 18               | 4                | 3  | 1                    | 4                    | 8                    |                      |                      |
| 1952-1953  | Greenshirts de Kitchener Flyers de Barrie | OHA-Jr.        | 55 | 54               | 40               | 94               | 19               | 15               | 7  | 13                   | 20                   | 12                   |                      |                      |
| 1953       | Flyers de Barrie                          | Coupe Memorial |    |                  |                  |                  |                  | 10               | 10 | 18                   | 28                   | 14                   |                      |                      |
| 1953-1954  | Royaux de Montréal                        | LHQ            | 60 | 21               | 18               | 39               | 13               | 9                | 2  | 1                    | 3                    | 6                    |                      |                      |
| 1954-1955  | Canadiens de Montréal                     | LNH            | 4  | 0                | 0                | 0                | 0                |                  |    |                      |                      |                      |                      |                      |
| 1954-1955  | Royaux de Montréal                        | LHQ            | 60 | 36               | 30               | 66               | 8                | 12               | 4  | 7                    | 11                   | 0                    |                      |                      |
| 1955-1956  | Bruins de Boston                          | LNH            | 23 | 2                | 3                | 5                | 6                |                  |    |                      |                      |                      |                      |                      |
| 1955-1956  | Bears de Hershey                          | LAH            | 2  | 0                | 1                | 1                | 0                |                  |    |                      |                      |                      |                      |                      |
| 1955-1956  | As de Québec                              | LHQ            | 28 | 5                | 10               | 15               | 4                | 7                | 1  | 2                    | 3                    | 2                    |                      |                      |
| 1956-1957  | As de Québec                              | LHQ            | 68 | 43               | 38               | 81               | 24               | 10               | 7  | 5                    | 12                   | 0                    |                      |                      |
| 1956-1957  | As de Québec                              | Ed-Cup         |    |                  |                  |                  |                  | 6                | 9  | 3                    | 12                   | 0                    |                      |                      |
| 1957-1958  | Indians de Springfield                    | LAH            | 12 | 5                | 3                | 8                | 2                |                  |    |                      |                      |                      |                      |                      |
| 1958-1959  | Lions de Trois-Rivières                   | LHQ            | 62 | 27               | 39               | 66               | 4                | 8                | 2  | 3                    | 5                    | 9                    |                      |                      |
| 1959-1960  | Frontenacs de Kingston                    | EPHL           | 70 | 59               | 67               | 126              | 10               |                  |    |                      |                      |                      |                      |                      |
| 1960-1961  | Bruins de Boston                          | LNH            | 32 | 3                | 4                | 7                | 0                |                  |    |                      |                      |                      |                      |                      |
| 1960-1961  | Frontenacs de Kingston                    | EPHL           | 34 | 22               | 21               | 43               | 6                | 5                | 4  | 2                    | 6                    | 0                    |                      |                      |
| 1961-1962  | Frontenacs de Kingston                    | EPHL           | 66 | 54               | 60               | 114              | 12               | 11               | 5  | 9                    | 14                   | 0                    |                      |                      |
| 1962-1963  | Buckaroos de Portland                     | WHL            | 36 | 15               | 21               | 36               | 9                | 7                | 0  | 0                    | 0                    | 0                    |                      |                      |
| 1963-1964  | Buckaroos de Portland                     | WHL            | 66 | 14               | 34               | 48               | 4                | 5                | 1  | 2                    | 3                    | 0                    |                      |                      |
| 1964-1965  | Comets de Clinton                         | EHL            | 66 | 60               | 58               | 118              | 8                | 11               | 2  | 7                    | 9                    | 0                    |                      |                      |
| Totaux LNH | Totaux LNH                                | Totaux LNH     | 59 | 5                | 7                | 12               | 6                |                  |    |                      |                      |                      |                      |                      |

### Entraîneur
| Saison    | Équipe                     | Ligue |    | PJ | V  | D  | N      | % V                         |  | Séries éliminatoires |
| 1972-1973 | Remparts de Québec         | LHJMQ | 64 | 49 | 11 | 4  | 79,7 % | Vainqueurs                  |  |                      |
| 1975-1976 | Royals de Cornwall         | LHJMQ | 72 | 39 | 24 | 9  | 60,4 % | Quart de finalistes         |  |                      |
| 1976-1977 | Royals de Cornwall         | LHJMQ | 72 | 38 | 24 | 10 | 59,7 % | Demi-finalistes             |  |                      |
| 1978-1979 | Saguenéens de Chicoutimi   | LHJMQ | 72 | 26 | 36 | 10 | 43,1 % | non qualifiés               |  |                      |
| 1979-1980 | Saguenéens de Chicoutimi   | LHJMQ | 72 | 42 | 27 | 3  | 60,4 % | Quart de finalistes         |  |                      |
| 1980-1981 | Rangers de Kitchener       | LHO   | 68 | 34 | 33 | 1  | 50,7 % | Vainqueurs                  |  |                      |
| 1981-1982 | Hawks du Nouveau-Brunswick | LAH   | 80 | 48 | 21 | 11 | 66,9 % | Vainqueurs                  |  |                      |
| 1982-1983 | Blackhawks de Chicago      | LNH   | 80 | 47 | 23 | 10 | 65,0 % | Éliminés en 3e ronde        |  |                      |
| 1983-1984 | Blackhawks de Chicago      | LNH   | 80 | 30 | 42 | 8  | 42,5 % | Éliminés en 1re ronde       |  |                      |
| 1984-1985 | Blackhawks de Chicago      | LNH   | 53 | 22 | 28 | 3  | 44,3 % | Remplacé en cours de saison |  |                      |
| 1986-1987 | Royals de Cornwall         | LHO   | 66 | 23 | 40 | 3  | 37,1 % | Huitième de finalistes      |  |                      |
| 1987-1988 | Royals de Cornwall         | LHO   | 66 | 35 | 24 | 7  | 58,3 % | Quart de finalistes         |  |                      |
| 1988-1989 | Royals de Cornwall         | LHO   | 66 | 31 | 30 | 5  | 50,8 % | Demi-finalistes             |  |                      |